# Телеметрия
Телеметри́я (от др.-греч. τῆλε «далеко» + μέτρεω — «измеряю») — раздел телемеханики, занимающийся вопросами разработки и эксплуатации технических средств, обеспечивающих получение, преобразование, передачу по каналу связи, приём, обработку и регистрацию измерительной информации с целью контроля на расстоянии различных объектов и процессов.
Сущность телеметрии заключается в преобразовании измеряемой величины (или величин) в информационный сигнал, пригодный для передачи по каналу связи. Передачи и приёма информации. Декодировании, преобразовании и регистрации на приёмной стороне телеметрической информации с объекта.
Объектами телеметрии могут быть различные технические устройства, живые организмы или явления природы.
Телеметрия с использованием передачи информации по радиоканалу называется — радиотелеметрия. Радиотелеметрия получила широкое распространение благодаря возможности работы с подвижными или труднодоступными объектами. В качестве среды передачи данных могут использоваться как специальные телеметрические каналы связи, так и каналы и сети связи общего применения (радио, GSM/GPRS, ZigBee, WiFi, WiMax, LTE, LPWAN, проводные ISDN, xDSL и т. п.).
Телеметрия часто связана с управлением объектами на расстоянии и является одним из элементов телемеханики.

## История
В 1874 году французские инженеры установили систему датчиков определения погоды и глубины снега на Монблане, передающей информацию в режиме реального времени в Париж. В 1901 году американский изобретатель Михалик запатентовал сельсин, индукционную машину для попеременной передачи синхронизированной информации на расстоянии. В 1906 году был построен ряд сейсмических станций, связанных телеметрической связью с Пулковской обсерваторией. В 1912 году Эдисон разработал телеметрическую систему для мониторинга подключаемых нагрузок к электросети. При постройке Панамского канала (законченной в 1913—1914) массово использовались телеметрические системы для постоянного наблюдения за шлюзами и уровнями воды.
Беспроводная телеметрия начала применяться в радиозондах, разработанных независимо друг от друга Робертом Бюро во Франции и Павлом Молчановым в СССР. Система Молчанова измеряла температуру и давления и преобразовывала результаты в беспроводной код Морзе.
В немецкой ракете Второй мировой войны Фау-2 использовалась система передачи примитивных многократных радиосигналов под названием «Мессина» для получения информации о параметрах ракеты, но эта система была столь ненадёжной, что Вернер фон Браун однажды заявил, что было бы эффективнее следить за ракетой в бинокль. Как в СССР, так и в США на смену системе «Мессина» быстро пришли более совершенные системы, основанные на импульсно-позиционной модуляции.
В ранних советских телеметрических системах (ракетных и космических), разработанных в конце 1940-х годов, использовалась как импульсно-позиционная модуляция (например, в телеметрической системе «Трал», разработанной в ОКБ МЭИ), так и полосно-импульсная модуляция (например, в системе RTS-5, разработанной в НИИ-885). В ранних американских разработках также использовались подобные системы, но позднее они были заменены на системы с импульсно-кодовой модуляцией (например, в космическом аппарате для исследования Марса «Маринер-4»). В поздних советских межпланетных аппаратах использовались избыточные радиосистемы, осуществляющие телеметрическую передачу с импульсно-кодовой модуляцией в дециметровом диапазоне и с импульсно-позиционной модуляцией в сантиметровом диапазоне.

## Классификация телеизмерений
Различают телеизмерение по вызову и по выбору, текущих и интегральных значений:
- Телеизмерение по вызову — телеизмерение по команде, посылаемой с пункта управления на контролируемый пункт и вызывающей подключение на контролируемом пункте передающих устройств, а на пункте управления — соответствующих приёмных устройств. Телеизмерение по вызову позволяет использовать один канал связи для поочерёдного наблюдения за многими объектами телеизмерения. Диспетчер с помощью отдельной системы телеуправления может подключать к каналу связи объект телеизмерения. На пункте управления показания можно наблюдать на общем выходном приборе. Если показания имеют различные шкалы, то измеряемые величины подключаются к разным приборам. При телеизмерении по вызову можно применять автоматический опрос объектов циклически по заданной программе[2].
- Телеизмерение по выбору — телеизмерение путём подключения к устройствам пункта управления соответствующих приёмных приборов при постоянно подключённых передающих устройствах на контролируемом пункте[2].
- Телеизмерение текущих параметров — получение информации о значении измеряемого параметра в момент опроса устройством телемеханики[2].
- Телеизмерение интегральных значений — получение информации об интегральных значениях измеряемых величин, проинтегрированных по заданному параметру, например времени, в месте передачи[2].

## Применение
Телеметрия нашла своё применение в следующих областях:
- узлы магистральных линий связи;
- Сельское хозяйство.

Большинство видов деятельности, связанных с благополучным состоянием сельскохозяйственных культур и получения хороших урожаев, зависит от своевременного предоставления данных о состоянии погоды и почвы. Таким образом, беспроводные метеостанции играют важную роль в профилактике заболеваний и соразмерном орошении. Эти метеостанции передают на базовую станцию информацию о важных параметрах, необходимых для принятия решений: о температуре и относительной влажности воздуха, выпадении осадков и влажности листвы (для построения моделей профилактики заболеваний), солнечной радиации, скорости ветра (для расчёта испарения) и для увлажнённости почвы, посредством чего оценивается проникание воды в почву к корням растений, что необходимо для принятия решений об орошении. 
Поскольку местные микроклиматы могут существенно различаться, такую информацию необходимо получать буквально прямо от сельскохозяйственных культур. Обычно станции наблюдения передают данные, используя наземное радио, хотя время от времени используются и спутниковые системы. Также используются солнечные батареи для обеспечения энергонезависимости станций от местной инфраструктуры.
- водоснабжение и водоотведение

Телеметрия стала существенным подспорьем в водопользовании, она применяется при оценке качества воды и измерения показателей потока. Телеметрия в основном применяется в автоматических водосчётчиках, учёте подводных вод, определении утечек в распределительных трубопроводах. Данные получаются практически в реальном времени и позволяют незамедлительно реагировать на происшествия.
- вендинг

Системы телеметрии (удалённого измерения) для торговых автоматов получают широкое применение. М2М модемы устанавливаются в каждый торговый автомат, а данные передаются в Программу слежения. Системы анализа используют стандартные протоколы (EXE, MDB) и работают с широким модельным рядом торговых автоматов. Подключение происходит через автомат или монетоприёмник. Система работает как с кофейными, так и снековыми автоматами.
На основании полученной информации компания может:
- Уменьшить простои автоматов.
- Оптимизировать график посещения торговых автоматов.
- Контролировать вендерменов (предотвращать хищения товаров и денег).
- Своевременно обслуживая автоматы, увеличить срок их работы.
- Планировать закупки, продажи.

Телеметрия (биотелеметрия) также используется для наблюдения за пациентами, находящимися под угрозой возникновения патологической сердечной деятельности, в основном пребывающих в кардиологических диспансерах. К таким пациентам подключаются измерительные, записывающие и передающие устройства. Зарегистрированные данные могут быть использованы врачами в диагностике состояния пациента. Благодаря функциям сигнала тревоги медицинские сёстры могут быть оповещены при возникновении резких обострений или опасных состояний для пациента.br>
Также есть система, доступная для применения операционными медсёстрами для наблюдения за состоянием, в котором состояния сердца могут быть исключены. Или для наблюдения за реакцией организма на медикаментозное лечение такими антиаритмическими препаратами как дигоксин.
Телеметрия используется в медицине разведки для негласного получения информации о параметрах, характеризующих функциональное состояние и здоровье сотрудника. С этой целью разработаны и внедрены малогабаритные радиометрические устройства, способные записывать магнитокардиограммы (то есть характеристики деятельности сердца), магнитоэнцефалограммы (мозга), магнитомиограммы (мышц, гладкой мускулатуры кишечника). Эти сведения в автоматическом режиме передаются в ситуационный центр врачам группы, обслуживающей сотрудника разведслужбы.
- оборона и космос

Телеметрия — доступная технология для больших сложных систем, таких как ракеты, реакторы (Reactor pressure vessel), космические аппараты, нефтяные платформы и химические заводы, поскольку она позволяет осуществлять автоматическое наблюдение, тревожную сигнализацию, запись и сохранение данных, необходимых для безопасных, эффективных действий. Такие космические агентства как Роскосмос, НАСА, ЕКА и другие используют телеметрические/ телеуправляемые системы для сбора данных с действующих космических аппаратов и спутников. 
Телеметрия жизненно важна в развитии ракет, спутников и авиации, поскольку данные системы могут быть уничтожены после или во время проведения теста. Инженерам нужна информация о критичных параметрах для анализа (и улучшения). Без применения телеметрии такого рода данные часто оказываются недоступными.
- разведка

Телеметрия была жизненно важным источником об испытаниях советских ракет для британской и американской разведок. СССР с кораблей в заливе Кардиган заливе прослушивал сигналы при испытаниях британских ракет, проводимых там.
- ракетная техника

В ракетной технике телеметрическое оборудование становится неотъемлемой частью оборудования ракет, использующихся при наблюдении за процессом ракетного запуска, для получения информации о параметрах внешней среды (температуры, ускорений, вибраций) об энергоснабжении, точном выравнивании антенны и (на длинных дистанциях, например при космическом полёте) о времени распространения сигнала.
- авто- и мотоспорт

Телеметрия является ключевым фактором в современном автоспорте. Инженеры могут обрабатывать огромное количество данных, собираемых в ходе пробного заезда и использовать их для соответствующей модернизации автомобиля и достижении при этом оптимальных свойств. Системы, использующиеся в таких сериях гонок как Формула-1, настолько продвинулись, что позволяют высчитать возможное время прохождения круга, и это то, что ожидает пилот. Некоторые примеры необходимых измерений включают ускорения (силы тяготения) по трём осям, графики температур, скорость вращения колёс и смещение подвески. В Формуле-1 также записываются действия пилота, что позволяет команде оценить его производительность и при несчастном случае. Международная автомобильная федерация может определить или исключить роль ошибки пилота как возможный случай.
В дополнение существуют некоторые серии, где реализуется идея «двухпутевой телеметрии». Идея предполагает, что инженеры имеют возможность обновлять калибровки в режиме реального времени, когда автомобиль проходит трассу. В Формуле 1 двухпутевая телеметрия появилась в начале 90-х годов (ТАГ электроникс) и реализовывалась через дисплей сообщений на приборном щитке, сообщения на котором команда могла обновлять. Его развитие продолжалось до мая 2001 года, когда впервые было получено разрешение устанавливать данную систему на автомобилях. С 2002 команды уже могли изменять режимы работы двигателя и отключать отдельные моторные датчики с пит-уолл, когда машина находилась на трассе. Начиная с сезона 2003 года двухпутевая телеметрия была запрещена в Формуле-1, однако данная технология всё ещё продолжает существовать и в конечном итоге находит своё применение в других видах гоночных или дорожных автомобилей.
- бурение наклонных скважин
- системы глобального позиционирования, в том числе Спутниковый мониторинг транспорта
- ЦОДы
- энергетика

На фабриках, стройках и в домах проводится наблюдение во множестве местоположений за энергопотреблением таких систем как климат-контроль вместе со связанными параметрами (например, температурой) при помощи беспроводной телеметрии на одну центральную точку. Информация собирается и обрабатывается, позволяя принимать наиболее разумные решения, касающиеся наиболее эффективных путей использования энергии. Такие системы также позволяют осуществлять профилактическое техническое обслуживание.
- системы безопасности (сигнализация, видеонаблюдение)
- умные дома
- исследование дикой природы

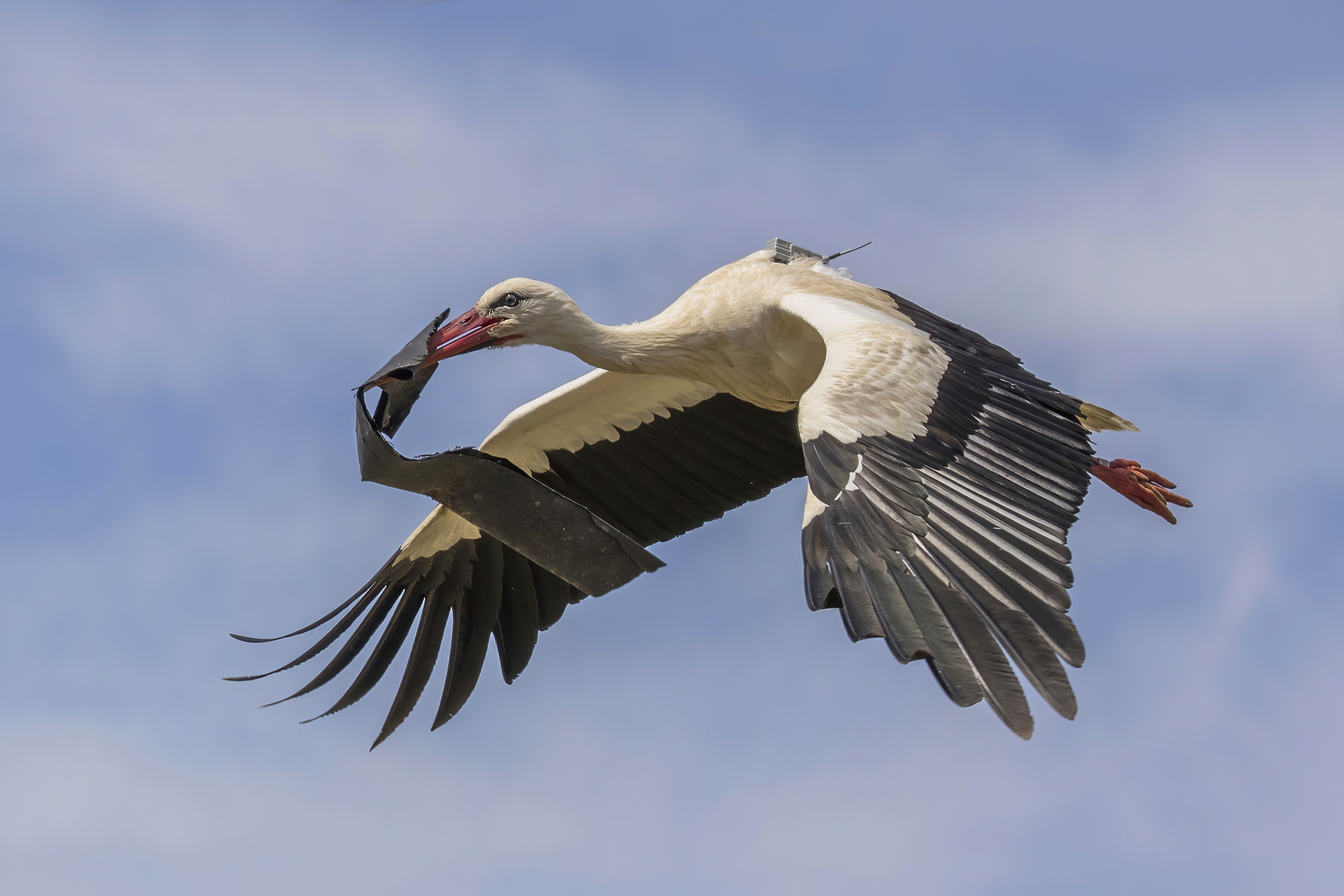
Белый аист с передатчиком на спине

Телеметрия используется для изучения дикой природы, в частности для наблюдения за видами, находящимися под угрозой на индивидуальном уровне. Подопытные животные могут быть оснащены инструментарием, начиная от простых бирок и заканчивая камерами, пакетами GPS и передатчиками для обеспечения информацией учёных и управляющих.
Телеметрия используется в гидроакустических оценках рыбы, которые традиционно используются при мобильных обследованиях с лодок для оценки биомассы рыб и пространственного распределения. И наоборот, есть техническое оборудование, размещаемое в стационарных местах, оно использует стационарные преобразователи для контроля прохождения рыбы. Хотя первые серьёзные попытки количественно оценить биомассу рыб были проведены в 1960-х годов, основные достижения в области оборудования и технологий произошли на плотинах гидроэлектростанций в 1980-х. Оценки прохождения рыбы проводятся 24 часа в сутки в течение года, определяется скорость прохождения рыбы, её размер, пространственное и временное распределение.
В 1970 была изобретена двухлучевая техника, позволяющая прямую оценку размера рыбы на месте её нахождения посредством сопротивления цели. Первая переносная расщепленно-лучевая гидроакустическая система была разработана HTI в 1971 и обеспечивала более аккуратные и менее вариабельные оценки сопротивления цели в виде рыбы, чем двухлучевой метод. Система также позволяла отслеживать путь рыбы на 3D, можно было проследить путь движения каждой рыбы и общую направленность движения.
Эта функция оказалась важной для оценок перемещений рыбы в завихрениях водяного течения, так же, как и для изучения миграций рыб в реках. В последние 35 лет по всему миру используются десятки тысяч мобильных или стационарных аппаратов гидроакустической оценки.
- Розничная торговля

В 2005 на семинаре в Лас-Вегасе было представлено телеметрическое оборудование, позволяющее торговым автоматам передавать информацию о продажах и учёте маршрутным грузовикам или в штаб-квартиры. Эта информация может быть использована для разнообразных целей, таких как сообщение водителю перед поездкой, какие пункты должны быть пополнены, что отменяет необходимость первой проверочной поездки перед проведением внутренней инвентаризации.
Торговцы начинают использовать бирки RFID для проведения учёта и предотвращения краж товаров. Большинство из данных бирок пассивно читаются считывающими устройствами RFID (например у кассы), но активные RFID могут периодически передавать информацию посредством телеметрии на базовую станцию.
- Правоохранительная деятельность

Телеметрическое оборудование полезно в правоохранительной деятельности для отслеживания людей и надзором за имуществом. Осуждённые в период испытания после досрочного освобождения могут носить электронный браслет на лодыжке, устройство которого может предупреждать власти о нарушении преступником условий своего освобождения, таких как отступление от установленных границ или посещение неразрешённых мест. Телеметрическое оборудование даёт возможность применить идею «машин-ловушек». Правоохранительные органы могут оснащать машины камерами и следящим оборудованием и оставлять машины в тех местах, где ожидается их угон. После угона телеметрическое оборудование передаёт информацию о местоположении транспортного средства и сотрудники правоохранительных органов могут заглушить мотор и запереть двери после остановки его выехавшими на вызов полицейскими.

## Передача и обработка данных в системах телеметрии
Для сбора и передачи информации в системах телеметрии могут использоваться как последовательные интерфейсы RS-232, RS-485, с протоколами Modbus, CAN, так и различные сетевые протоколы TCP/IP, Ethernet. Последние обычно называются системы телеметрического IP-мониторинга объектов, но термин ещё не устоялся. В технике часто применяется термин IP-мониторинг для программного мониторинга компьютерных сетей, в то же время термин IP-мониторинг применяется для обозначения систем наблюдения, видеонаблюдения и управления, телеметрического контроля по IP за объектами. Возможно, со временем эти два близких понятия сведутся в один класс.
В последнее время (около середины 2000 годов) для облегчения инсталляции, обеспечения многофункциональности, интеграции с другими системами в телеметрии применяются компьютеры, различные серверы и микропроцессорные системы, имеющие в основе переплетение различных протоколов, встроенные средства переработки и отображения информации, часто имеющие кольцевые базы данных, а также и возможности мультизонального сбора информации с многочисленных датчиков, разбросанных зачастую вне физических пределов самих систем, либо и вовсе на другой стороне земного шара, к примеру различные беспроводные датчики, IP-датчики и тд.

## Международные стандарты
Как и в других телекоммуникационных областях, существуют международные стандарты, установленные такими организациями как CCSDS и IRIG для телеметрического оборудования и программного обеспечения.

## Комментарии
1. ↑  Консультативный комитет по космическим информационным системам CCSDS
2. ↑  en:Inter-Range Instrumentation Group